# Juan Gelman

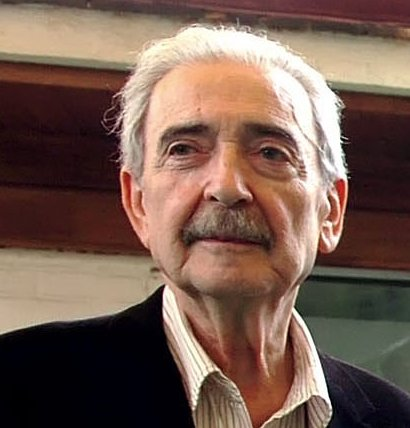
Juan Gelman (2007)

Juan Gelman (* 3. Mai 1930 in Buenos Aires; † 14. Januar 2014 in Mexiko-Stadt) war ein argentinischer Dichter, Prosaautor, Journalist und Übersetzer. Ihm wurde 2007 der Premio Cervantes zugesprochen, einer der wichtigsten Literaturpreise der spanischsprachigen Welt.

## Leben
Juan Gelman wurde 1930 in Buenos Aires im Stadtviertel Villa Crespo als dritter Sohn von jüdischen Einwanderern aus Russland geboren. Er lernte sehr früh lesen und betätigte sich in seiner Jugend in verschiedenen literarischen Bewegungen. Auch als Journalist hatte er bedeutende Funktionen inne. 
Gelman lebte seit 1975 auf Grund seines politischen Engagements längere Zeit im Exil. Während der argentinischen Militärdiktatur wurde sein Sohn Marcelo 1976 entführt, gefoltert und ermordet - siehe hierzu sein Gedicht M.A., abgedruckt in Marcelo Brodskys Essay Buena Memoria aus dem Jahr 1997. Gelmans zum damaligen Zeitpunkt schwangere Schwiegertochter María Claudia García de Gelman wurde ebenfalls im Rahmen der Operation Condor 1976 in Buenos Aires entführt und nach Uruguay gebracht. Ihr Schicksal ist bis heute nicht ganz geklärt, sie gehört zu den ca. 30.000 Verschwundenen der Diktatur. Nach langen Jahren der Recherche konnte Juan Gelman im Jahr 2000 seine Enkeltochter Macarena Gelman in Uruguay ausfindig machen, wo sie von einem Militärangehörigen adoptiert worden war.
1997 erhielt Gelman den argentinischen Premio Nacional de Poesía (Nationalpreis für Poesie).
Zuletzt lebte Juan Gelman in Mexiko.
Gelman starb am 14. Januar 2014 in Mexiko-Stadt im Alter von 83 Jahren. Die argentinische Präsidentin Cristina Kirchner ordnete daraufhin eine dreitägige Staatstrauer in Argentinien an.

## Preise und Auszeichnungen
- Premio Mondello per la Letteratura (Italia) 1980
- Premio Juan Bautista Alberdi (American Center for Economic Research) 1986
- Premio Boris Vian (Argentina) 1987
- Premio Juan Bautista Alberdi (Argentina) 1992
- Premio Konex. Diploma al mérito: Poesía (Argentina) 1994
- Premio Nacional de Poesía (Argentina) 1997
- Premio Juan Rulfo para la Literatura Iberoamericana y del Caribe (México) 2000
- Premio Rodolfo Walsh a la labor periodística en el año (Argentina) 2001
- Premio José Lezama Lima de la Casa de las Americas cubana (Cuba) 2003
- Premio LericiPea (Italia) 2003
- Premio Nacional de las Letras Teresa de Ávila (España) 2004
- Premio Iberoamericano Ramón López Velarde (México) 2004
- Premio Konex de Platino – Poesía: Quinquenio 1994 – 1998 (Argentina) 2004
- Premio A la mejor obra de creación literaria para ‘País que fue será’ (Argentina) 2004
- Premio Iberoamericano Pablo Neruda (Chile) 2005
- Premio Internacional Nicolás Guillén, a su trayectoria literaria (Italia-Cuba) 2005
- Premio Reina Sofía de Poesía Iberoamericana (España) 2005
- Premio Internazionale di Poesia Civile di Vercelli (Italia) 2006
- Premio Miguel de Cervantes (España) 2007
- Premio Antílope Tibetano (Asociación de Poetas Chinos) 2009
- Premio Escritor Gallego Universal (España) 2010
- Premio Universitario de Cultura “400 años”, Córdoba (Argentina) 2011
- Premio Al Mérito Cultural "Carlos Monsiváis", (México) 2011
- Premio Poetas del Mundo Latino “Víctor Sandoval”, (México), 2011

## Werk

### Lyrik auf Spanisch
- Violín y otras cuestiones, Buenos Aires, Gleizer, 1956.
- El juego en que andamos, Buenos Aires, Nueva Expresión, 1959.
- Velorio del solo, Buenos Aires, Nueva Expresión, 1961.
- Gotán (1956–1962), Buenos Aires, La Rosa Blindada, 1962. (Neuauflage 1996)
- Cólera Buey, La Habana, La Tertulia, 1965. (Neuauflage 1994)
- Los poemas de Sidney West, Buenos Aires, Galerna, 1969. (Neuauflage 1995)
- Fábulas, Buenos Aires, La Rosa Blindada, 1971.
- Relaciones, Buenos Aires, La Rosa Blindada, 1973.
- Hechos y Relaciones, Barcelona, Lumen, 1980.
- Si dulcemente, Barcelona, Lumen, 1980.
- Citas y Comentarios, Visor Madrid, 1982.
- Hacia el Sur, México, Marcha, 1982.
- Com/posiciones (1983–1984), Barcelona, Ediciones del Mall, 1986.
- Interrupciones I, Buenos Aires, Libros de Tierra Firme, 1986.
- Interrupciones II, Buenos Aires, Libros de Tierra Firme, 1988.
- Anunciaciones, Madrid, Visor, 1988.
- Carta a mi madre, Buenos Aires, Libros de Tierra Firme, 1989.
- Dibaxu, Buenos Aires, Seix Barral, 1994.
- Salarios del impío, Buenos Aires, Libros de Tierra Firme, 1993.
- Incompletamente, Buenos Aires, Seix Barral, 1997.
- Valer la pena, Buenos Aires, Seix Barral, 2001.
- País que fue será, Buenos Aires, Seix Barral, 2004.
- Mundar, Buenos Aires, Seix Barral, 2007.
- De atrásalante en su porfía, Madrid, Visor, und Buenos Aires, Seix Barral, 2009
- El emperrado corazón amora, Barcelona, Tusquets und Buenos Aires, Seix Barral, 2011

### Lyrikanthologien auf Spanisch
- Poemas, La Habana, Casa de las Américas, 1960. (Hg. von Mario Benedetti und Jorge Timossi)
- Obra poética, Buenos Aires, Corregidor, 1975.
- Poesía, La Habana, Casa de las Américas, 1985. (Auswahl und Vorwort von Víctor Casaus)
- Antología poética, Montevideo, Vintén, 1993. (Auswahl und Vorwort von Lilián Uribe)
- Antología personal, Instituto Movilizador de Fondos Cooperativos, Buenos Aires, Desde la Gente, 1993.
- En abierta oscuridad, México, Siglo XXI, 1993.
- Antología poética, Buenos Aires, Espasa Calpe, 1994. (Auswahl und Vorwort von Jorge Fondebrider)
- De palabra (1971–1987). Vorwort von Julio Cortázar, Madrid, Visor, 1994.
- Oficio Ardiente, Patrimonio Nacional y la Universidad de Salamanca, 2005.

### Prosa auf Spanisch
- Prosa de prensa, Ediciones B, 1997
- Ni el flaco perdón de Dios/Hijos de desaparecidos (zusammen mit Mara La Madrid), Buenos Aires, Planeta, 1997
- Nueva prosa de prensa, Buenos Aires, Ediciones B Argentina, 1999
- Afganistan/Iraq: el imperio empantanado, Buenos Aires, 2001
- Miradas, Buenos Aires, Seix Barral, 2005
- Escritos urgentes, Capital Intelectual, Buenos Aires, 2009
- Escritos urgentes II, Capital intelectual, Buenos Aires, 2010
- El ciempiés y la araña, Capital intelectual, México, 2011

### Übersetzungen ins Deutsche
- KOM/POSITIONEN & DARUNTER - COM/POSICIONES & DIBAXU (DEBAJO). Zwei Einzeltitel aus den Jahren 1984–1985 und 1983–1985 in einem Band. Umschlaggestaltung von Juana Burghardt. Aus dem argentinischen Spanisch und Sephardischen von Juana & Tobias Burghardt. Mit einem Nachwort von Tobias Burghardt. Edition Delta, Stuttgart 2013, ISBN 978-3-927648-48-7.[3]
- Welteln - Mundar. Übersetzt von Juana und Tobias Burghardt. Ein Autorenfoto von Enrique Hernández-D'Jesús und ein Nachwort von Tobias Burghardt. Edition Delta, Stuttgart 2010, ISBN 978-3-927648-31-9.[4]
- Por la palabra me conocerás = Am Wort wirst du mich erkennen. Übersetzt von Juana und Tobias Burghardt. Ed. Sand, Halle 2004.
- Huellas en el agua: poemas = Spuren im Wasser. Ausgewählt, eingeführt und aus dem argentinischen Spanisch von Juana & Tobias Burghardt. Textbeiträge von Julio Cortázar und Tobias Burghardt. Fotos Daniel Mordzinski. teamart, Zürich 2003, ISBN 3-908126-17-7.
- Treffpunkt: Fast vergessenes Fragment eines Gesprächs im Jahre 1987. Thomas M. Scheerer; Juan Gelman. [Übersetzt, mit Anmerkungen und biobibliographischen Daten versehen von Thomas M. Scheerer. Von Tobias Burghardt aus dem Spanischen übertragene Gedichtbeispiele]. Knape, Augsburg 2000, (= Re-Source; 4) ISBN 3-930198-21-5.
- Dibaxu = Darunter. Aus dem Sephardischen ins Spanische übersetzt von Juan Gelman. Aus dem Sephardischen und Spanischen von Tobias Burghardt. Ed. 350 im Verlag der Kooperative Dürnau, Dürnau 1999, [Text sephardisch, spanisch und deutsch] ISBN 3-88861-112-1.
- So arbeitet die Hoffnung: Lyrik des argentinischen Widerstandes. Übertragung und Nachwort von Wolfgang Heuer und Miquel Salí. Mit einem Geleitwort von Eduardo Galeano. Oberbaumverlag, Berlin 1978 (= Bücherei Oberbaum; 1007) ISBN 3-87628-142-3.